# Sympycnus simplicipes
Sympycnus simplicipes är en tvåvingeart som beskrevs av Becker 1908. Sympycnus simplicipes ingår i släktet Sympycnus och familjen styltflugor. Inga underarter finns listade i Catalogue of Life.